# 磯風 (陽炎型駆逐艦)
磯風（いそかぜ）は大日本帝国海軍の駆逐艦。陽炎型駆逐艦の12番艦。
第十七駆逐隊に所属して、真珠湾攻撃、セイロン沖海戦、ミッドウェー海戦、第二次ソロモン海戦、南太平洋海戦、ガダルカナル島撤退作戦、ニュージョージア島の戦い、マリアナ沖海戦、レイテ沖海戦など太平洋戦争中の数々の作戦や大規模海戦に参加。1945年（昭和20年）4月7日、坊ノ岬沖海戦にて被弾して航行不能となり、戦闘終了後、駆逐艦「雪風」によって処分された。
磯風の艦名は磯風型駆逐艦「磯風」に続いて2代目。

## 艦歴
「磯風」は仮称第28号艦として佐世保海軍工廠で建造がはじまった。1938年（昭和13年）11月25日起工。1939年（昭和14年）5月1日に「磯風（イソカゼ）」と命名、同年6月19日進水。11月30日に竣工。呉鎮守府籍。磯風は同型艦「浦風」、「谷風」と共に1940年12月15日に編成された第十七駆逐隊に所属。

### 機動部隊
第十七駆逐隊は「浦風」、「磯風」、「浜風」、「谷風」の4隻で太平洋戦争に臨んだ。開戦時の第十七駆逐隊（司令杉浦嘉十大佐：司令艦谷風）は第一水雷戦隊に所属。機動部隊に加わり、真珠湾攻撃に参加した。12月8日の第一次攻撃隊発艦時、機動部隊は第六警戒航行序列をとっており、「磯風」は空母「瑞鶴」の後方を航行していた。その後も機動部隊と共にラバウル攻略、ダーウィン空襲にジャワ島攻略、セイロン沖海戦の各作戦に従事する。
1942年2月25日、機動部隊はスラウェシ島スターリング湾を出発、ジャワ島南方へ進出する。
3月1日、ジャワ海方面で活動中の機動部隊はオランダ武装商船「モッドヨカード」（8000トン級）と遭遇。「磯風」は駆逐艦「不知火」、「有明」、「夕暮」等と協力して「モッドヨカード」を撃沈した。
3月6日、第二航空戦隊（空母飛龍、蒼龍）、第三戦隊第二小隊（榛名、金剛）、第十七駆逐隊（谷風、浦風、浜風、磯風）は機動部隊主隊から分離。翌日、「浜風」、「磯風」が第二航空戦隊の護衛となり、他4隻がクリスマス島砲撃を行った。守備隊は白旗を掲げたため、同島攻略は容易と判断され、のちに攻略作戦が実施された（日本軍のクリスマス島占領）。3月9日、第二航空戦隊・第三戦隊第二小隊・第十七駆逐隊は主隊に合同した。
3月28日午前3時過ぎ、敵掃海艇らしき艦が機動部隊に対して反航しているのが確認され、軽巡洋艦「阿武隈」は「磯風」に確認を命じた。出向いた「磯風」が確認したところ、それは駆逐艦「秋風」であった。
4月4日、インド洋方面で行動中、連合国軍飛行艇が機動部隊に触接したため零戦隊がこれを撃墜し、「磯風」は搭乗員6名を救助した。勝ち戦なので余裕があり、また「磯風」初の捕虜ということで待遇を良くして豪華な食事を出していた。それから捕虜は空母「赤城」に移送されたが、のちに同艦砲術長から「磯風で甘やかしたから(赤城でも)捕虜が贅沢を云って困る」と苦情を言われたという。
1942年4月の第十戦隊（旗艦：軽巡洋艦長良）新設に伴い第十七駆逐隊もこれに所属し、引き続き機動部隊を護衛した。4月16日、「磯風」は補給部隊（東栄丸、日本丸、国洋丸、神国丸）の護衛艦として機動部隊主隊と分離し、呉へ向かった。4月20日、兵力部署の改定が正式に下令されて第十七駆逐隊は第一水雷戦隊（阿武隈）の指揮下を離れた。
6月上旬、第十七駆逐隊はミッドウェー作戦に参加。6月5日のミッドウェー海戦ではアメリカ軍空母艦載機SBDドーントレスの攻撃を受け、至近弾で一時的に航行不能になるも復旧に成功。一方で速力低下を起こしたため水雷戦隊に随伴できず、被弾炎上する第二航空戦隊の空母「蒼龍」救援を命じられた。「蒼龍」が沈没すると、「磯風」は「浜風」と共に「蒼龍」乗組員を救助した。また、重巡洋艦「筑摩」が「蒼龍」救援のため残置した短艇乗組員も「磯風」が回収している（カッターは放棄）。戦闘後、「磯風」は「蒼龍」の救助者を水上機母艦「千代田」に引き渡した。この戦闘で「磯風」、「谷風」、「荒潮」は入渠修理を要する被害を受けた。

### ガダルカナル島を巡る戦い
1942年（昭和17年）7月14日、艦隊の再編により第十戦隊（旗艦「長良」、第四駆逐隊、第十駆逐隊、第十六駆逐隊、第十七駆逐隊）は第三艦隊に所属することになった。8月5日、第十七駆逐隊は外南洋部隊に編入された。8月7日にアメリカ軍がガダルカナル島に上陸してガダルカナル島の戦いがはじまるとソロモン方面へ進出し、ガ島輸送（鼠輸送）に従事する。日本軍はガダルカナル島へ派遣する一木支隊を二梯団に分割し、先遣隊900名を駆逐艦「嵐」、「萩風」、「陽炎」、「谷風」、「浦風」、「浜風」がガダルカナル島へ輸送した。8月19日、キ号作戦支援のため「磯風」は重巡洋艦「鳥海」（第八艦隊旗艦）に従いラバウルを出港する。23日に「鳥海」、「衣笠」と共にショートランド泊地に到着し、その後「鳥海」は「衣笠」、駆逐艦「夕凪」と共に同泊地を出発して「磯風」は残置された。24日、ショートランド泊地に停泊していた第三十駆逐隊、「磯風」、「江風」は、先行した駆逐艦「陽炎」と合流した上で、ガダルカナル島のアメリカ軍基地砲撃と同島周辺の米艦隊攻撃、ガダルカナル島へ向かう一木支隊第二梯団の護衛を命じられる。日の出前、「睦月」、「江風」、「弥生」、「陽炎」はガ島砲撃に成功。「磯風」はアメリカ軍潜水艦と交戦したため、陸上砲撃には加わっていないとされる。同日、第二次ソロモン海戦で日本軍は空母「龍驤」を喪失し、基地航空隊の航空攻撃も戦果をあげられず敗北した。
8月25日午前5時40分、「睦月」、「江風」、「磯風」、「陽炎」、「弥生」はガダルカナル島へ向かう第二水雷戦隊（司令官田中頼三少将）「神通」指揮下の一木支隊第二梯団輸送船団と合流する。直後の午前6時からアメリカ軍機による空襲を受け「神通」が中破（田中司令官は旗艦を「陽炎」に変更）、駆逐艦「睦月」と特設巡洋艦「金龍丸」が沈没した。これによりガ島上陸作戦は中止された。「神通」と「涼風」はトラック泊地へ撤退。「弥生」、「第一号哨戒艇」、「第二号哨戒艇」が沈没艦生存者を乗せてラバウルへ向かう。26日夕刻、田中司令官は「磯風」艦長に船団の指揮を委任すると、燃料不足の「陽炎」、「海風」と共にショートランド泊地へ先行し、「磯風」は「江風」、哨戒艇2隻、輸送船「大福丸」、「ぼすとん丸」をショートランド泊地に送り届けた。その後、第十一航空艦隊の命令により同泊地にて「海風」、「磯風」は兵員約400名と1300名分の補給品を搭載した。27日、約450名の陸兵が分乗した「磯風」と第二十四駆逐隊はショートランドを出港し、第二十駆逐隊と合同してガダルカナル島上陸を企図するが、アメリカ軍機の襲撃により駆逐艦「朝霧」沈没、「白雲」大破、「夕霧」、「天霧」損傷という損害を出してショートランドへ撤退した。30日、駆逐艦「夕立」とガダルカナル島陸兵輸送任務を交代し、「磯風」に乗船していた一木支隊約130名は「夕立」に移乗して出港した。だが、「磯風」以下の駆逐艦群は陸海軍の命令系統の混乱にふりまわされて出撃できなかった。なお、「夕立」は31日に陸軍兵のガダルカナル島上陸を成功させ、アメリカ軍機の空襲を排除して帰投している。
その後、第十七駆逐隊各艦は水上機母艦「日進」、「千歳」、軽巡洋艦「川内」、「由良」、他駆逐隊隊と共同してガダルカナル島への強行輸送作戦（鼠輸送）に従事した。
ガ島を巡る戦いが始まった頃、日本軍はニューギニア島南岸の都市ポートモレスビー攻略を目指して陸路からのポートモレスビー作戦を実施中であった。8月下旬には、ミルン湾ラビに海軍陸戦隊が上陸した。連合軍飛行場の占領が主目的であった。8月24日と28日の揚陸作戦には、磯風以外の17駆3隻（浦風、谷風、浜風）が第18戦隊（天龍、龍田）指揮下で参加している。その後も浜風が常に同方面にあって、駆逐艦嵐や第30駆逐隊と共に兵員・物資輸送、対地支援砲撃、撤収作戦などに従事した。だが揚陸後の海軍陸戦隊は連合軍の反撃により大損害を受け、継戦能力を喪失する。第八艦隊は9月5日までに部隊を撤退させた。
9月10日、大発動艇を破壊されて移動手段をなくし取り残されていた佐世保第五特別陸戦隊を撤収させるため、磯風は第30駆逐隊の指揮下に入ると駆逐艦弥生と共にラバウルを出港する。9月11日、B-17、B-25約10機による空襲を受け16時15分に弥生は撃沈されてしまった。磯風は回避行動を取ったため弥生乗組員の救助が出来ず、陸戦隊救援作戦も中止してラバウルへ避退した。天龍、浜風による捜索も失敗。9月21日、磯風は望月と共にラバウルを出撃、翌日友軍と協力して弥生のカッターボートを発見し10名を救助した。その日のノルマンビー島救出作戦は失敗した。25日に望月を率いて再出撃、ノルマンビー島に上陸していた弥生乗組員83名を救助する（磯風乗組員の回想では、磯風に57名収容）。同日、第17駆逐隊は外南洋部隊から除かれた。磯風は9月28日をもって第18戦隊の指揮下を離れた。
10月13日、第17駆逐隊は機動部隊前衛（前進部隊）に編入された。10下旬には南太平洋海戦に参加。25日夜半、第七戦隊(司令官西村祥治少将：旗艦鈴谷）前方を航行していた磯風はアメリカ軍飛行艇から夜間雷撃を受けるも、被害はなかった。26日、南雲機動部隊とアメリカ軍機動部隊は互いに攻撃隊を送り込み、双方に損傷艦や沈没艦が出た。アメリカ軍機動部隊は敗走を開始した。ただし日本軍もヘンダーソン飛行場の占領に失敗した。
戦闘後、磯風は姉妹艦と共に損傷艦の内地回航護衛を命ぜられ、11月2日にトラックを出港した。佐世保入港後の同月27日、第17駆逐隊第2小隊（磯風、浜風）は第五戦隊（司令官大森仙太郎少将：妙高、羽黒）の指揮下に入り、横須賀へ向かう。
横須賀到着後は海軍陸戦隊、陸軍第六飛行師団要員、軍需物資を積載。30日、第五戦隊と共に横須賀を出港してトラック泊地へ向かった。12月4日、磯風、浜風は前進部隊に編入される。連合艦隊よりラバウルへ向かうよう命令された。5日、トラック泊地着後すぐにラバウルへ向かい8日早朝着。物資揚陸後トラックへ向かい、10日到着をもって磯風、浜風は第五戦隊の指揮下を離れた。

### 昭和十八年
1943年（昭和18年）1月5日より、ラバウルからラエへ陸軍第51師団の一部などを輸送する十八号作戦に参加。これは陽炎型5隻（谷風、浦風、浜風、磯風、舞風）が「ぶらじる丸」、「妙高丸」、「くらいど丸」、「日龍丸」、「智福丸」を護衛するものであった。「磯風」は「浜風」とともに前年12月28日にラバウルに到着。船団は1月5日にラバウルから出発したが、途中空襲で「日龍丸」が沈み、7日にラエに到着した後にも「妙高丸」が被弾擱坐した。揚陸完了後、1月8日に船団はラエ発。1月10日、船団はアメリカ潜水艦「アルゴノート」の攻撃を受けた。上空を哨戒中であった航空機や「舞風」の攻撃後、「アルゴノート」は突然艦首を海面から突き出し、それに対して「磯風」と「舞風」は砲撃を行い「アルゴノート」を撃沈した。同日、船団はラバウルに到着。
14-15日、駆逐艦秋月、時津風、嵐、黒潮、谷風、浦風、浜風、舞風と共にガ島輸送に成功。同日、米潜水艦と交戦、撃沈を報告している。23日、舞風とレカタ輸送任務を実施する。26日、舞風、喜山丸とコロンバンガラ輸送任務を実施。同時期、日本海軍はレンネル島沖海戦で米戦艦2隻・巡洋艦3隻を撃沈してアメリカ軍の行動を一時封止したと判断（実際は重巡洋艦1隻沈没、駆逐艦1隻大破）。劣勢に追い込まれていたガダルカナル島からの撤退作戦ケ号作戦を発動する。第17駆逐隊の4隻も同作戦に従事した。
磯風は三次にわたるガ島撤収作戦の総てに投入された。第二次撤収作戦時の磯風は、ガ島最前線で指揮をとっていた第十七軍司令部および歩兵第16連隊司令官と同連隊軍旗を収容した。この際、救助され磯風に乗艦したばかりの第十七軍司令官百武晴吉陸軍中将を、磯風乗組員がビンタするという珍事も起きた。第十七軍参謀長宮崎周一陸軍少将は、磯風乗艦時の事を陣中日誌に以下のように記述している。
17駆の救助人数は、第一次撤収作戦（谷風408名、浦風771名、浜風807名、磯風1075名）、第二次撤収作戦（谷風が208名、浦風が790名、浜風が634名、磯風が1174名）、合計5876名と記録されている。第三次撤収作戦中の2月7日午後4時前後、磯風はアメリカ軍機の空襲を受けて損傷する。爆弾2発が1番砲塔前後に命中し艦首部分を損傷、大火災が発生し舵も故障した。スクリューが出るほどの浸水被害が生じた。駆逐艦長月や時津風が曳航しようとしたが断り、17ノットで戦場を離脱した。駆逐艦江風に曳航されたという証言もある。この被弾で24名が戦死、7名が負傷した。共にケ号作戦に参加した五月雨からは、磯風の一番砲塔下の船体が大きく損傷し、右から左へ筒抜けになっている光景が見られた。
ショートランド泊地に到着すると救難船長浦丸の支援により応急修理を実施、11日にラバウルへ回航すると工作艦山彦丸により一番砲塔を撤去・船体補強を行う。トラック泊地へ移動後、3月22日に出発、3月29日に呉へ到着した。この時、南雲忠一海軍中将が大破した磯風を視察し「これほど損傷した艦をよく連れ帰ってくれた」と乗組員を賞賛した。南雲中将は乗組員に、山口県湯田温泉への慰安旅行を贈っている。磯風は7月まで呉工廠で修理に従事する。この間、着任したばかりの横暴な士官に対する下士官兵全員が参加した殴打事件があった。艦長は熟慮した結果、兵の士気を考慮して兵の反乱で負傷した士官を退艦させている。
7月上旬に修理が完了、磯風は機動部隊指揮官小沢治三郎第三艦隊司令長官指揮下の第一航空戦隊や重巡洋艦を護衛し、トラック泊地に進出する。陸軍南海第四守備隊と軍需物資を各艦に便乗させて呉を出発、7月15日にトラック泊地へ進出した。
磯風他はトラック泊地（停泊15-19日）を経由して21日にラバウル到着。艦隊の再編が行われ、第十戦隊旗艦を軽巡阿賀野から駆逐艦萩風に一時変更、乙部隊（水上機母艦日進、萩風、嵐、磯風）はブーゲンビル島ブインへの、61駆逐隊（涼月、初月）はブカへの輸送作戦に従事することになった。利根から嵐に、筑摩から萩風に、大淀から磯風に、それぞれ燃料補給が行われた後、乙部隊はラバウルを出撃する。ショートランド北口オバウ島北方20浬付近を航行中の22日13時45分、中央日進、日進の右前方3kmに萩風、同艦左前方3kmに嵐、同艦後方3kmに磯風という対潜水艦警戒陣形で進む乙部隊は、雲間より出現したB-17爆撃機とアメリカ軍急降下爆撃機の空襲を受ける。零戦は16機が配備されていたが、アメリカ軍戦闘機30機以上・爆撃機46機の前に為す術もなかった。水上機母艦日進は爆弾6発の命中により14時3分に沈没。第七戦隊整備員35名と陸軍兵を含め約1100名が戦死した。磯風達は生存者の救出にあたるが、16時30分前後にふたたびB-17が襲来したため救助作業は中止され、本来の目的であるブインへの輸送作戦を遂行する。18時-20時にかけて人員746名と軍需品の揚陸を行うと日進の沈没地点に戻り救助を行うが、22時55分にアメリカ軍機襲来により断念された。23日、萩風、嵐、磯風はラバウルに帰着した。貴重な高速大型輸送艦日進の沈没は、1943年3月初頭ニューギニア島ラエに向かう増援部隊がダンピール海峡で全滅したビスマルク海海戦の再現になってしまった。
その後、第4駆逐隊と分離してトラック泊地に戻っていた磯風は、8月6日に再びトラックを出発。第五戦隊、第61駆逐隊（涼月、初月）と共に南海第四守備隊第三次部隊をラバウルへ進出させた。8月8日のラバウル着後、磯風は他艦と別れ、南東方面部隊に編入された。
アメリカ軍が制空権も制海権も掌握しつつある中、磯風は南東方面部隊に編入されソロモン諸島海域で活動を続けた。8月17日、駆逐艦漣（第三水雷戦隊司令官伊集院松治大佐座乗）、浜風、時雨と共に第一次ベララベラ海戦を戦う。8月25日以降、浜風、磯風、時雨はサンタイサベル島レカタ基地（呉鎮守府第七特別陸戦隊）撤収任務に従事。撤退作戦は成功したが、空襲により浜風は損傷、内地に回航された。
9月28日、コロンバンガラ島からの撤退作戦「セ号作戦」第一回撤退作戦に参加、磯風、時雨、五月雨は第一夜襲隊を編成して撤退作戦を掩護した。10月1日、磯風、時雨、五月雨、望月は第二回撤退作戦に参加、アメリカ軍駆逐艦隊と交戦し、戦果はなかったものの撤退作戦は無事に完了した。一連の撤退作戦で1万2000名がコロンバンガラ島からの脱出に成功した。5-6日、ベララベラ島からの撤退作戦に従事。その最中に生起した第二次ベララベラ海戦に駆逐艦秋雲（三水戦司令官伊集院松治大佐座乗）、風雲、夕雲、五月雨、時雨と共に参加。「巡洋艦または大型駆逐艦2隻撃沈、駆逐艦3隻撃沈」という報告とは裏腹に、実際のアメリカ軍損害は駆逐艦1隻沈没、駆逐艦2隻大破、日本軍は駆逐艦夕雲の喪失であったが、ベララベラ島からの日本軍撤退は成功した。
10月30日、磯風と浦風はトラックにて第十四戦隊司令官伊藤賢三少将の指揮下に入り、カビエンに向かう陸軍第17師団輸送船を護衛することになった。輸送任務は三次にわけて行われ、第十四戦隊、第17駆逐隊（浦風、磯風）、清澄丸、護国丸は第二次輸送任務を担当した。11月1日、駆逐艦雷の駆逐艦長だった前田実穂少佐が着任する。当初は部下に厳しく接したため敬遠されたが、操艦の妙を発揮して、乗組員の信頼を集めた。同日、第二輸送隊はトラックを出港した。
11月3日、アメリカ軍B-24爆撃機の空襲により那珂が戦死7名重傷者20名という損害を出す一方、特設巡洋艦清澄丸は被弾浸水して航行不能となる。同船の曳航を五十鈴が行い、那珂、磯風および途中合流した水無月はその護衛にあたった。浦風と護国丸は先行してラバウルに向かった。
11月4日、磯風等はニューアイルランド島カビエンに到着。ラバウルより到着した軽巡洋艦夕張をふくめ、各艦は清澄丸より物資人員を転載した。磯風は兵員236名、山砲2門等を受け入れた。14時18分、五十鈴は機雷に触れるが損害は軽微であった。出港時の16時29分、磯風は左舷後部に触雷し小破、同乗していた陸軍兵あわせて63名の負傷者を出す。このため磯風はカビエンに残置された。同日附をもって17駆（磯風、浦風）は遊撃部隊に編入される。トラック泊地の工作艦明石に接舷して応急修理をしたのち、内地回航部隊（妙高、羽黒、磯風、時雨、白露）はそれぞれ日本本土へ向かった。11月18日呉に到着、磯風は呉海軍工廠で修理する。12月28日、修理完成。

### 昭和十九年

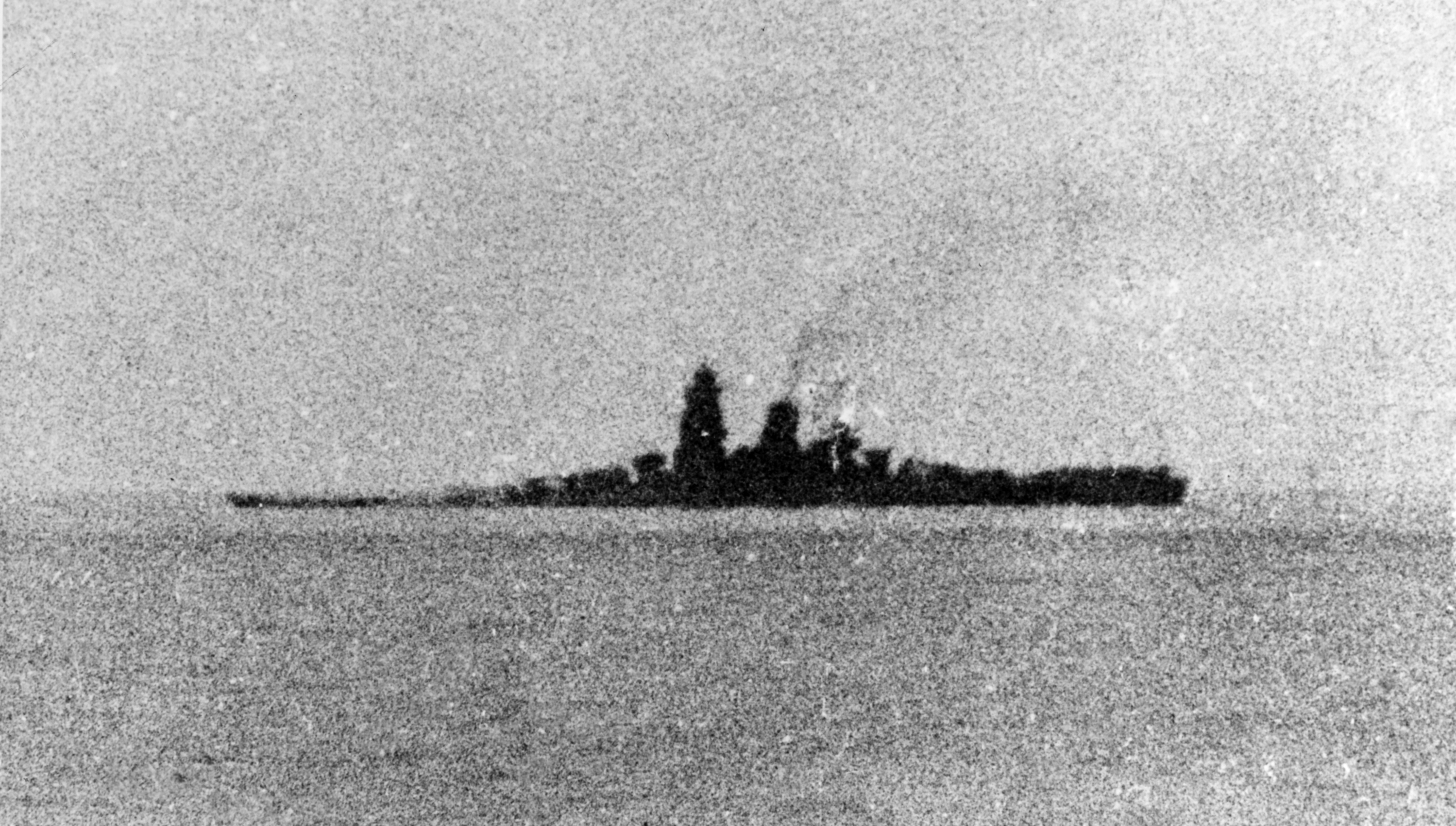
磯風から撮影された武蔵沈没直前の写真

1944年（昭和19年）1月12日、南方に進出。ブラウンへの輸送に従事した後、26日トラック移動。その後、磯風は敷島部隊と遊撃部隊のトラック泊地～パラオ～リンガ泊地回航を護衛した。
3月中旬、パラオへの船団護衛についた。29日、磯風、浦風はパラオ大空襲から退避する戦艦武蔵（連合艦隊旗艦）の護衛を行うが、米潜水艦タニー (USS Tunny, SS/SSG/APSS/LPSS-282)から武蔵への雷撃を許し、魚雷1本が命中した武蔵は小破した。武蔵は本土に回航され、磯風は第一遊撃部隊の護衛部隊に加わる。31日、第17駆逐隊に雪風が編入され、同隊は不知火型5隻（磯風、浦風、谷風、浜風、雪風）となった。磯風は第17駆逐隊司令艦に指定されていた。同日、二式飛行艇で退避しようとした古賀峯一連合艦隊司令長官等が殉職した（海軍乙事件）。
5月19日にタウイタウイに進出。6月9日、駆逐艦磯風、島風、早霜、谷風は同泊地において対潜掃討任務に従事する。午後10時、米潜水艦ハーダー(USS Harder, SS-257)の雷撃により僚艦の谷風が目前で撃沈された。14日、谷風負傷者を乗せバコロドに入港する。6月19-20日のマリアナ沖海戦には小沢機動部隊・甲部隊に属し、空母大鳳の直衛で参加した。19日、米潜水艦アルバコア(USS Albacore, SS-218)の攻撃による大鳳の被雷と爆発、沈没の一部始終を目撃し乗員を救助している。大鳳戦死者の水葬に用いる軍艦旗が足らなくなり、毛布で代用したという。同日、空母翔鶴も米潜水艦カヴァラ(USS Cavalla, SS-244)の雷撃で沈没し、第一航空戦隊の残存空母は瑞鶴だけになった。翌20日、瑞鶴の直衛として輪形陣右側に配置され、第五戦隊や第十戦隊各艦と共にアメリカ軍機と交戦する。戦闘後、磯風は燃料不足のため艦隊から分離し単艦で沖縄中城湾へ向かった。6月24日、内地に到着する。
7月8日、陸軍部隊と軍需品輸送のため、遊撃部隊乙部隊として長門、金剛、最上、矢矧、浜風、若月、霜月と呉を出発、沖縄（10-12日）やマニラ（14-17日）に立ち寄りつつ、20日にリンガ泊地へ到着した。8月3日、座礁した駆逐艦敷波の救難作業を矢矧と共に行った。対潜哨戒に従事した後、シンガポールに回航される。10日附をもって谷風が第17駆逐隊と駆逐艦籍から除籍された。同日、磯風は「シミ」〇八船団を浜風と護衛しシンガポールを発ち、14日ミリ着、16-20日「ミシ」〇六船団を護衛、20日シンガポールに到着するとレーダー改装工事を受ける。9月12日、矢矧、浦風、浜風、若月と共に呉に帰還、19日に呉到着後は若月と分離、内地にて修理を受けていた雪風と合同した。第17駆逐隊は22日より扶桑型戦艦扶桑、山城の南方進出を護衛する。
10月8日、第17駆逐隊司令艦は磯風から浦風に変更された。10月22日の捷一号作戦では栗田艦隊第一遊撃部隊（司令長官栗田健男中将）第二部隊（司令官鈴木義尾中将、旗艦金剛）に所属してレイテ沖海戦に参加した。10月23日、米潜水艦ダーター（USS Darter, SS-227）とデイス (USS Dace, SS-247)の雷撃により栗田艦隊旗艦愛宕、重巡洋艦摩耶が沈没、高雄が大破して戦線を離脱した。
10月24日、栗田艦隊はシブヤン海で空襲を受けた。磯風は戦艦金剛を中心とする第二部隊輪形陣の左後方に配置され、右前方に利根、榛名が位置していた。この日の戦闘で、集中攻撃を受けた戦艦武蔵は艦隊から落伍した。夕刻、白石東平大尉（磯風水雷長）が沈みかけた武蔵の写真を撮っている。また第17駆逐隊では浜風が被弾して速力低下を起こし、同じく被弾していた駆逐艦清霜と共に武蔵の護衛を命じられた。第17駆逐隊は浜風を残して進撃を続けた。なお最終的に武蔵の沈没を目撃し、同艦乗組員の救助を行ったのはこの二艦である。
翌日10月25日のサマール沖海戦では、第十戦隊旗艦矢矧に従って米護衛空母群に肉薄、第17駆逐隊（浦風、雪風、磯風）と野分は各艦酸素魚雷4本を発射したが、磯風のみ8本を発射する。だが魚雷は遠距離発射だったため命中せず、第十戦隊は巡洋艦戦隊の砲撃による水柱や黒煙を命中と誤認して正規空母撃沈を報じたものの、実際の戦果はなかった。アメリカ軍によれば、護衛空母カリニン・ベイやセント・ローに迫る数本の魚雷があったものの、対空砲や艦載機の機銃掃射により命中前に爆破された。戦闘後、艦隊はコロンにて燃料の不足した駆逐艦を分離したため、栗田艦隊の護衛にあたる駆逐艦は磯風と雪風の2隻だけとなった。それでも27日に燃料切れをきたし、磯風は榛名から、雪風は長門から、それぞれ燃料の曳航補給を受ける。10月28日、ブルネイに帰着した。一連の戦闘で磯風乗組員1名が戦死、6名が重軽傷を負った。艦に対する被害は殆どなかった。
11月5日、磯風はブルネイ湾外で第二氷川丸の水路嚮導を行う。7日、浜風とブルネイを出発、新南群島(南沙諸島)東方で重巡洋艦足柄と会合し、ブルネイに戻った。なお11月15日附をもって第十戦隊は解隊、磯風を含めた各艦はそのまま第二水雷戦隊（司令官木村昌福少将）へ編入された。16日、矢矧と17駆逐隊は日本本土へ戻る戦艦大和、長門、金剛を護衛して呉に向かうが21日、台湾沖にて米潜水艦シーライオン (USS Sealion, SS/SSP/ASSP/APSS/LPSS-315)の雷撃により、戦艦金剛と第17駆逐隊司令艦浦風が撃沈された。雪風は大和、長門を護衛して先行、磯風と浜風は金剛乗組員の救助に従事したが、浦風は全乗組員が戦死した。これにより駆逐隊司令艦は浜風に変更された。23日、呉入港。矢矧は空母隼鷹と合同して佐世保に向かい、第17駆逐隊には戦艦長門の横須賀回航護衛任務が与えられた。24日、長門、浜風、雪風と出港し、翌25日、横須賀港へ入港した。28日、第17駆逐隊は大和型戦艦3番艦を改造した空母信濃を護衛して横須賀を出港し呉へ向かった。
11月29日、米潜水艦アーチャーフィッシュ (USS Archer-fish, SS/AGSS-311) の雷撃で信濃が沈没、磯風、浜風、雪風は信濃の生存者の救助に当たった。
12月16日、新谷喜一大佐が第17駆逐隊新司令として着任、司令艦は雪風に変更された。19日、連合艦隊電令576号により第17駆逐隊（雪風、浜風、磯風）は空母龍鳳指揮下に入り、台湾方面への輸送作戦が命じられる。この輸送船団は『ヒ87船団』と命名されていた。29日、播磨灘で爆雷投下訓練を行い正月用の鯛を調達するが、浮かび上がった鯛に転覆した信濃を思い出す乗組員もいたという。また空母雲龍の沈没後、佐世保で修理に従事していた第21駆逐隊時雨もヒ87船団護衛に加わる。30日、雪風は機関故障により船団護衛に従事できず呉に引き返し、司令艦は浜風に変更された。31日午前5時30分、ヒ87船団は門司の六連泊地を出港した。
年が明けて1945年（昭和20年）1月7日、台湾近海でタンカー宗像丸が米潜水艦ピクーダ (USS Picuda, SS-382)の雷撃により損傷、空母龍鳳は浜風、磯風、時雨に護衛されて基隆に寄港し、それを見届けて3隻はヒ87船団護衛任務に戻った。1月8日、浜風は輸送船海邦丸と衝突して浸水、さらに翌日には座礁してしまう。護衛任務続行不能により、1月8日をもって磯風は第17駆逐隊司令艦となった。1月9日、台湾の高雄市に到着。一方、浜風は修理のため馬公市にとどまった。12日、龍鳳、磯風、御蔵はタモ35船団の護衛として基隆を出港。17日、龍鳳と分離すると、18日に呉へ帰還した。なお、高雄市で磯風と分離したのち引き続きヒ87A船団を護衛していた時雨も24日、マレー半島東岸で米潜水艦ブラックフィン（SS-322）の雷撃で撃沈された。
以後、磯風は船体の補修や整備に従事した。2月15日、徳山沖で特攻兵器回天と震洋の訓練に携わり、3月5日、土佐沖で第一機動基地航空隊と対空訓練を行った。19日の呉軍港空襲では軽巡洋艦大淀の隣に繋留され、ほとんど動けなかったが被害はなかった。26日、天一号作戦発動（GF電令作第582号）。28日、呉を出港し広島湾兜島南方に第二水雷戦隊各艦と集結する。燃料弾薬は待機する駆逐艦から補給し、93式魚雷16本を積載した。磯風の煙突には白ペンキで菊水マークが描かれた。「磯風」には新谷大佐以下第17駆逐隊司令部が乗艦していた。

### 沈没

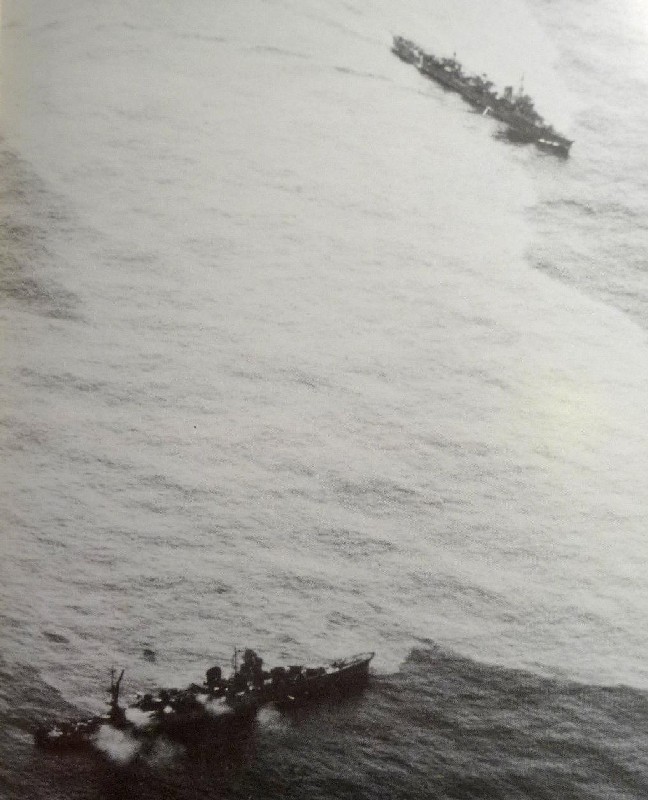
矢矧と磯風

4月6日、磯風は第二艦隊旗艦大和を護衛し徳山を出港、夜間には陣形訓練と大和を目標とした襲撃訓練を行う。翌7日、坊ノ岬沖海戦に参戦する。空襲序盤、17駆僚艦浜風が轟沈した。その後、航行不能となった第二水雷戦隊旗艦矢矧から『第二水雷戦隊司令官（古村啓蔵少将）移乗のため横付けせよ』との命令があり、空襲のタイミングを見計らって矢矧に接近した。矢矧に横付けし、舫索を結ぶ。直後、アメリカ軍機の襲撃を受けた。磯風は速度を落としていたため完全に回避できず、13時56分、右舷後部への至近弾により機械室に浸水、さらに機銃掃射で多数の死傷者を出した。15時25分には速力12ノットで北方退避中を報告したものの、浸水が進み、乗員の修理も成功せず、やがて航行不能となった磯風は漂流した。駆逐艦初霜に救助されていた古村少将は佐世保への帰投を急ぐため損傷艦の曳航を認めず、磯風の処分を決定する。19時25分には雪風による曳航準備（速力9ノット予定）が進められていたが、潜水艦の襲撃や翌日のアメリカ軍艦載機による空襲を懸念する古村少将は再度雪風による磯風の処分を命じた。こうして磯風乗組員は「雪風」に移動。第17駆逐隊司令艦も雪風に変更された。大和沈没から8時間の22時30分、雪風が雷撃で磯風を処分しようとしたが魚雷は艦底を通過、最終的に砲撃処分となり22時40分、搭載魚雷の誘爆により磯風は沈没した（別資料によれば、「雪風」はまず砲撃を行ったが方位盤の眼鏡と砲の軸線が狂っていたため命中せず、魚雷1本を発射するも、これも「磯風」の艦底を通過、再び砲撃をおこない魚雷に命中させた）。戦死20名、負傷者54名。生存者326名。沈没位置（北緯30度46分05秒 東経128度09分02秒 / 北緯30.76806度 東経128.15056度）。
駆逐艦磯風は5月25日附で第17駆逐隊帝国駆逐艦籍、不知火型駆逐艦のそれぞれから除籍された。
2016年5月の潜水調査により磯風と見られる艦艇が撮影されていたことが2018年2月、専門家の映像鑑定により確認された。

## 「日本海軍最高武勲艦」の虚構
「戦史研究家の志摩達雄が磯風を太平洋戦争における日本海軍の最高武勲艦と評した」と言う説がある。これは元磯風の乗組員であった井上理二（昭19年1月、磯風に配属）の1999年の著書『駆逐艦磯風と三人の特年兵』を出典としている。
同著で井上は「艦艇研究家の志摩達雄が主要文献をもとに最高武勲艦と認定した」と述べており、志摩が用いた主要文献とは『第十七駆逐隊戦闘詳報』、『戦時日誌（第十七駆逐隊）』、『駆逐艦磯風作戦行動概要（防衛庁防衛研修所、戦史室編）』、『駆逐艦行動調査・磯風（防衛庁戦史室編）』、『戦史叢書（沖縄方面海軍作戦、防衛庁戦史室著）』の5件だと記した。
志摩達雄が磯風を日本海軍の最高武勲艦だと評価したと言うのは事実ではない。志摩が上記5件の文献をもとに執筆した記事が雑誌『丸』の1997年5月号に掲載されたが、そこに書かれた志摩の実際の評価は次に示すものである。
『丸』同号では『特集　武勲艦の最期　名鑑の栄光と悲劇』と題し、戦没した艦船にスポットを当てた特集が組まれた。志摩の評価はこのテーマの中で戦没した駆逐艦に対象を絞ったもので、駆逐艦以外の艦や戦没しなかった駆逐艦は対象に含まないものだった。また、志摩は「戦没した全ての駆逐艦を武勲艦としたかった」と言う考えであり、記事の中で「最高武勲艦」と言う表現は使われていない。

## 歴代艦長
艤装員長
1. 杉岡幸七 少佐：1940年8月15日[232] - 1940年11月1日[233]

駆逐艦長
1. 杉岡幸七 少佐/中佐：1940年11月1日[233] - 1940年11月15日[234]
2. 白濱政七 中佐：1940年11月15日[234] - 1941年2月25日[235]
3. 磯久研磨 中佐：1941年2月25日[235] - 1941年9月10日[236]
4. 豊島俊一 中佐：1941年9月10日[236] - 1942年11月22日[237]
5. 神浦純也 少佐/中佐：1942年11月22日[237] - 1943年11月1日[238]
6. 前田實穂 少佐/中佐：1943年11月1日[238] - 1945年4月15日[239]

## 公試成績
| 時期   | 排水量 | 出力      | 速力    | 実施日                     | 実施場所 | 備考       |
| ------ | ------ | --------- | ------- | -------------------------- | -------- | ---------- |
| 新造時 | 2,530t | 52,390shp | 34.58kt | 1940年（昭和15年）11月22日 | 佐世保沖 | 10/10全力  |
| 新造時 |        |           | 34.9kt  |                            |          | 過負荷全力 |

## 磯風のプラスチックモデルキット
1/700 艦船 (フルハルモデル) 「駆逐艦 磯風 1945」（青島文化教材社）
2007/10/25発売。
1/350 日本海軍 甲型駆逐艦 磯風 `スーパーディテール` (ハセガワ)
2008年8月下旬発売。フルハルモデル。竣工時(1940年)、第一次改装後(1943年)、天一号作戦(1945年4月)を選択できる。
1/700ウォーターラインシリーズNo.448「日本海軍 駆逐艦 磯風(1945)」 （青島文化教材社）
ウォーターラインシリーズ。